# Winter (Bergisch Gladbach)
Winter ist ein Ortsteil im Stadtteil Moitzfeld der Stadt Bergisch Gladbach im Rheinisch-Bergischen Kreis. Der Ortsname Winter ist heute nicht mehr gebräuchlich, anstelle dessen wird der Straßenname Grube Apfel auch als Ortsbezeichnung genutzt. 

## Lage und Beschreibung
Winter liegt im Bereich der Grube Apfel. Früher zählten die Häuser der Grube Berzelius ebenso zum Ort. Man sprach von der Gewannen-Bezeichnung Auf der Winten.

## Geschichte

Karte der Grube Apfel mit der Ortsbezeichnung Winden

Carl Friedrich von Wiebeking benannte die Ortschaft auf seiner Charte des Herzogthums Berg 1789 als Wenten. Aus ihr geht hervor, das Winter zu dieser Zeit Teil der Honschaft Herkenrath im gleichnamigen Kirchspiel war. Der Ort ist auf der Topographischen Aufnahme der Rheinlande von 1824 als Winter und auf der Preußischen Uraufnahme von 1840 als Winten verzeichnet. Ab der Preußischen Neuaufnahme von 1892 ist er auf Messtischblättern regelmäßig als Winter oder ohne Namen verzeichnet.
Aufgrund des Köln-Gesetzes wurde die Stadt Bensberg mit Wirkung zum 1. Januar 1975 mit Bergisch Gladbach zur Stadt Bergisch Gladbach zusammengeschlossen. Dabei wurde auch Winter Teil von Bergisch Gladbach.
| Jahr | Einwohner | Wohngebäude | Kategorie | Politische / kirchliche Zugehörigkeit                          |
| ---- | --------- | ----------- | --------- | -------------------------------------------------------------- |
| 1845 | 12        | 1           | Bauergut  | Bürgermeisterei Bensberg, Pfarre Herkenrath                    |
| 1871 | 7         | 33          | Hofstelle | Bürgermeisterei Bensberg                                       |
| 1885 | 61        | 10          | Ortschaft | Bürgermeisterei Bensberg                                       |
| 1895 | 39        | 7           | Ortschaft | Bürgermeisterei Bensberg, Kirchspiel Herkenrath und Immekeppel |
| 1905 | 52        | 8           | Ortschaft | Bürgermeisterei Bensberg, Kirchspiel Herkenrath und Immekeppel |